# Dendrobium hornei
Dendrobium hornei är en orkidéart som beskrevs av Spencer Le Marchant Moore. Dendrobium hornei ingår i släktet Dendrobium, och familjen orkidéer. Inga underarter finns listade i Catalogue of Life.